# ママドゥ・サール
ママドゥ・サール（Mamadou Sarr, 2005年8月29日 - ）は、フランスのマルティーグ出身のプロサッカー選手。リーグ・アンのRCストラスブール所属。ポジションはディフェンダー。父は元プロサッカー選手のパペ・サール。

## 経歴

### リヨン
RCランスを経て2018年よりオリンピック・リヨンのユースアカデミーに加入。
2022年にBチームでプロデビューした。
2023年5月27日、スタッド・ランス戦に途中出場してトップチームデビューを果たした。
2024年1月18日にRWDモレンベークへ期限付き移籍した。

### ストラスブール
2024年8月22日にRCストラスブールへ完全移籍し、5年契約を結んだ。移籍金は1,000万ユーロ。

### チェルシー
2025年6月9日にプレミアリーグのチェルシーFCへ完全移籍し、8年契約を結んだ。8月1日に古巣のストラスブールへ期限付き移籍した。

## 代表歴
2022年のUEFA U-17欧州選手権にフランス代表で出場。全試合に先発出場して優勝に貢献した。

## タイトル

### 代表
U-17フランス代表
- UEFA U-17欧州選手権：1回（2022）